# Республиканский стадион (Кишинёв)
Республика́нский стадио́н (рум. Stadionul Republican) — бывший центральный городской стадион в городе Кишинёве (Республика Молдова).

## История

### Строительство
Республиканский стадион Кишинёва был построен в 1952 году. Изначально был выстроен в варианте с двумя трибунами (отсутствовали боковые трибуны). В 1956 году футбольный клуб «Буревестник» (так до 1957 года называлась команда «Зимбру») вышел в элитный дивизион страны, в результате чего Совет министров МССР издал указание в течение двух месяцев достроить стадион: добавить боковые трибуны, реконструировать уже построенные, устранить неполадки. Строительство велось зимой. Тем не менее, строители вместо установленного срока — 1 апреля 1956 год — уложились до 25 марта. Работы по благоустройству территории, строительству мачт освещения и установке электронного табло были завершены двумя месяцами позже.

### Реконструкция

VIII Спартакиада Молдавии, 1981 год

В 1974 году была проведена реконструкция Республиканского стадиона. После неё крупнейший спорткомплекс республики, Республиканский стадион Кишинёва занимал площадь 10 000 м² и включал в себя:
- футбольное поле;
- беговые дорожки;
- павильон со спортзалами для занятий по борьбе и тяжёлой атлетике;
- надувной спортзал (40×20 метров);
- легкоатлетический манеж (80×8 метров).

В подтрибунных помещениях Республиканского стадиона располагались:
- республиканский спортивно-медицинский центр;
- залы для общефизической подготовки;
- раздевалки;
- велосипедная база.

Трибуны были рассчитаны на 21 580 мест. На стадионе были установлены электронные табло (размером 10×20 метров). Были установлены несколько мачт освещения.
На стадионе проводилось множество спортивных мероприятий: матчи Чемпионата СССР по футболу, открытия спартакиад МССР, республиканские спортивные игры молодёжи, различные спортивные праздники, чемпионаты и первенства СССР по разным видам спорта, международные встречи сборных команд по лёгкой атлетике и другие спортивные соревнования.
На территории Республиканского стадиона были организованы спортивные секции по футболу, лёгкой атлетике, тяжёлой атлетике, теннису.

### Стадион в независимой Республике Молдова
С 1991 года, в независимой Республике Молдова, Республиканский стадион стал единственным, на котором было разрешено проводить домашние матчи сборной страны. Уже в то время он не соответствовал общеевропейским нормам для стадионов подобного уровня. Единственное, что было сделано для ремонта спортивного сооружения — вместо старых деревянных скамеек установили пластиковые сиденья. В ходе работ выяснилось, что Северная и Южная (боковые) трибуны стадиона настолько пришли в негодность, что не выдержат даже замены сидений. На ремонт аварийных трибун не было выделено денег, стадион находился в бедственном положении. Боковые трибуны были закрыты. Вместимость стадиона упала до 8084 зрителей.
В 1990-е годы на Республиканском стадионе проводили тренировки и матчи разные футбольные клубы, проводились рок-концерты и собрания религиозных сект. Тем не менее, средств для полноценной реконструкции стадиона собрать не удалось. Трибуны приходили в негодное состояние, поле было крайне низкого качества. Часть объектов на территории Республиканского стадиона была отдана в частную собственность сторонним организациям. В южной части спорткомплекса был размещён Израильский культурный центр. В восточной части стадиона открылась мастерская по ремонту автомобилей. В северо-восточной части был открыт спортивный клуб «Кенгуру», позже эти помещения были переданы Федерации Республики Молдова по сквошу, а также клубу боевых искусств «Хваранг». В северо-западной части были открыты автомобильная парковка и частный теннисный клуб.
В 2003 году комиссарами УЕФА и ФИФА Республиканскому стадиону было запрещено проводить соревнования под эгидой этих организаций. Матчи сборной Молдовы пришлось проводить на тираспольском стадионе «Шериф» (на территории непризнанной Приднестровской Молдавской Республики). Встал вопрос о реконструкции Республиканского стадиона. Но вопрос привлечения средств на реконструкцию (проект, предложенный генеральным директором Департамента молодёжи и спорта Сергеем Корнецким, оценивался в сумму от 10 до 20 миллионов долларов) не был решён. В 2006 году ФИФА и УЕФА предложили оплатить реконструкцию стадиона, о чём заявлял член исполнительного комитета ФИФА и УЕФА Мишель Платини. По одной из версий, причиной, по которой УЕФА и ФИФА не профинансировали проект реконструкции стадиона, стало невыполнение властями страны требования со стороны европейских чиновников по передаче стадиона на баланс Молдавской федерации футбола.

### Разрушение стадиона
После попытки отремонтировать стадион со стороны команды «Зимбру» и Молдавской федерации футбола (была проведена замена газона на некоторых участках поля, отремонтированы подтрибунные помещения и замена освещения) стадион был снова закрыт для международных матчей. Вновь встал вопрос о реконструкции стадиона. В начале 2007 года Молдавская федерация футбола заявила, что некий инвестор готов выделить средства на реконструкцию стадиона. Правительство Республики Молдова приняло решение снести все постройки на территории Республиканского стадиона и передать его территорию Молдавской федерации футбола.
15 июня 2007 года начался снос стадиона. 22 августа 2007 года от старого стадиона остался пустырь, административное здание и те постройки, которые находились в частной собственности третьих лиц. Тем не менее строительство новой арены не было начато. Более того, было объявлено, что решением Правительства Республики Молдова право на строительство Республиканского стадиона было передано от Молдавской федерации футбола национальному Агентству спорта Молдовы. По словам руководителя Агентства спорта Андрея Чмиля, на момент окончания сноса спортивного сооружения у Молдавской федерации футбола не было ни контракта с инвестором, ни средств на реконструкцию, ни проекта работ по строительству нового сооружения, и это заявил лично президент Молдавской федерации футбола в присутствии премьер-министра страны. После этого состоялась передача прав на строительство Агентству спорта. По словам же президента Молдавской федерации футбола Петра Чобану, инвестор не стал вкладывать деньги, пока не будет полностью расчищена вся территория спорткомплекса, включая строения, находящиеся в частных руках.
В марте 2008 года Андрей Чмиль заявил, что стадион останется на своём месте и будет соответствовать всем нормативам ФИФА и УЕФА. Уже через год реконструкция стадиона должна была завершиться. Тем не менее 17 сентября 2008 года Андрей Чмиль был отправлен в отставку решением Правительства Республики Молдова. Причиной послужили махинации Чмиля с реконструкцией Республиканского стадиона. Строительством новой арены должна была заняться бельгийская компания MGL Business, представители которой рассчитывали на 50 % акций. Другая половина акций должна была достаться государству. Тем не менее бельгийцам были предложены иные условия, при которых доля прибыли должна была идти в ведомство Чмиля. Кроме того, новый проект, который продвигало Агентство спорта Молдовы, включал строительство меньшего по размеру стадиона, а на освободившихся территориях должны были возвести гостиницу и жилые комплексы. В итоге реконструкция Республиканского стадиона была передана министру строительства и развития территорий Республики Молдова Владимиру Балдовичу.
13 мая 2011 года Кишинёвский Республиканский стадион, несмотря на то, что находился в разрушенном состоянии, мог стать местом для своеобразного спортивного состязания. В этот день на телевидении были организованы публичные дебаты кандидатов в генеральные примары (мэры) Кишинёва. Дебаты были проигнорированы кандидатом от ЛП Дорином Киртоакэ, на них выступал только кандидат от ПКРМ Игорь Додон, который задал Киртоакэ 13 вопросов, не решённых им во время первого срока нахождения на посту генерального примара. В ответ Киртоакэ пригласил в тот же день Игоря Додона и его соратников по компартии на футбольный матч, который должен был состояться на месте, где находились руины Республиканского стадиона. Команда Либеральной партии собрала представителей прессы и явилась на разрушенный стадион в спортивной форме и с мячом. Для прессы Киртоакэ сделал заявление, в котором обвинил Партию коммунистов Республики Молдова в разрушении стадиона и добавил, что «это — их [ПКРМ] стиль, поэтому нельзя допустить, чтобы представитель коммунистов стал примаром». Представители ПКРМ проигнорировали вызов и не явились на стадион, поэтому футбольный матч не состоялся.

## Продажа территории стадиона
16 июня 2011 года группой инвесторов из Турции было предложено профинансировать строительство нового Республиканского стадиона на месте старого. Турецкое агентство жилищного строительства должно было построить новую спортивную арену Кишинёва.
Тем не менее реконструкция стадиона начата не была. В октябре 2018 года Парламент Республики Молдова проголосовал за продажу территории бывшего Республиканского стадиона дипломатической миссии США. Вскоре законопроект был возвращён тогдашним Президентом Республики Молдова Игорем Додоном в Парламент, где имевшие тогда большинство фракции Партии социалистов Республики Молдова и партии «Шор» отменили сделку по продаже земли американскому посольству. Конституционный суд Республики Молдова признал действия Парламента незаконными. 28 апреля 2022 года США и Республика Молдова подписали договор о продаже территории, на которой находился Республиканский стадион, в собственность посольства Соединённых Штатов. 5 мая 2022 года Президент Республики Молдова Майя Санду подписала закон о ратификации этого соглашения.
По состоянию на май 2023 года, строительные работы на территории бывшего Республиканского стадиона не начинались.